# Zerkal’noje Lake
Der Zerkal’noje Lake (englisch; russisch Озеро Зеркальное Osero Serkalnoje, deutsch ‚Spiegelsee‘) ist ein See an der Knox-Küste des ostantarktischen Wilkeslands. Er liegt in den Bunger Hills. 
Wissenschaftler einer sowjetischen Antarktisexpedition kartierten und benannten ihn 1956. Das Antarctic Names Committee of Australia übertrug diese Benennung 1989 in einer Teilübersetzung ins Englische.